# Bruce Winstein
Bruce Darrell Winstein (* 25. September 1943 in Los Angeles, Kalifornien; † 28. Februar 2011) war ein US-amerikanischer Experimentalphysiker, der sich mit Elementarteilchenphysik und Kosmologie befasste.

## Leben
Winstein studierte an der University of California, Los Angeles (UCLA), mit dem Bachelor-Abschluss 1965 und wurde 1970 am Caltech promoviert. 1970 bis 1972 war er am Max-Planck-Institut für Physik in München und danach am Enrico-Fermi-Institut der University of Chicago, wo er Assistant Professor und 1983 Professor wurde. Er war dort Samuel K. Allison Distinguished Service Professor und Direktor des Kavli Center for Cosmological Physics. Ab 1990 war er ständiger Gastwissenschaftler am Fermilab und 1985/86 Gastprofessor am SLAC.
1999 gab er nach 25 Jahren durch immer präzisere Messungen im KTEV-Experiment (für Kaons at the Tevatron) am Fermilab mit Kollegen den endgültigen Beweis für direkte CP-Verletzung (gleichzeitig am CERN im
NA48-Experiment und dessen Vorläufer NA31). Später wandte er sich der Kosmologie zu und leitete das Quiet-Experiment in der chilenischen Atacama-Wüste zur Messung der Polarisation des Cosmic Microwave Background (CMB). Vor seinem Wechsel in die Kosmologie lernte er in einem Sabbatical in Princeton im Labor von Suzanne Staggs die CMB-Physik von Grund auf.
1983/84 war er in deren Anfangsphase Chairman der Superconducting Super Collider Study Group.
2007 erhielt er den Panofsky-Preis mit Heinrich Wahl und Italo Mannelli für den Nachweis der direkten CP-Verletzung. Er war Mitglied der National Academy of Sciences (1995), der American Academy of Arts and Sciences (2007) und Fellow der American Physical Society. 1999 war er Guggenheim Fellow. 1976 gab er die Arthur Holly Compton Lectures an der Universität Chicago.
Winstein war ein Cineast und Jazzliebhaber und hielt an der Universität Vorlesungen über Michelangelo Antonioni. Er war verheiratet und hatte zwei Kinder. Er starb an Krebs.

## Schriften
- mit Jonathan L. Rosner: Kaon Physics. University of Chicago Press 2001